# Ičinoseki
Ičinoseki (japonsky 一関市 ) je město v prefektuře Iwate v Japonsku. K roku 2019 v něm žilo přes 114 tisíc obyvatel, takže bylo třetím nejlidnatějším v prefektuře po Morioce a Óšú.
Ičinoseki je jedním z míst uvažovaných pro stavbu mezinárodního lineárního urychlovače.

## Poloha a doprava
Ičinoseki leží na řece Kitakami na jižním okraji prefektury Iwate. Na jihu sousedí s prefekturou Mijagi a na západě s prefekturou Akita.
Prochází zde několik tratí, kde vlaky provozuje Východojaponská železniční společnost, mimo jiné železniční trať Tokio – Morioka z Tokia do Morioky a železniční trať Ičinoseki – Ófunato.

## Dějiny
Ičinoseki vzniklo sloučením čtyř obcí k 1. lednu 1948.

### Rodáci
- Kogoró Takahira (1854–1926), diplomat